# Carina (Schiff)
Die Carina ist ein Feederschiff des Sietas Typs 137, von dem nur ein Exemplar gebaut wurde. Sie war das weltweit erste Containerschiff mit seitlich öffnenden Faltlukendeckeln.

## Geschichte
Die Carina entstand mit der Baunummer 1001 auf der Sietas Werft in Hamburg-Neuenfelde. Die Kiellegung fand 23. März 1989 und der Stapellauf am 21. Februar 1990 statt. Die Ablieferung des Schiffes erfolgte am 4. April 1990.
Auftraggeber für den Bau des Schiffes war die Reederei H.-P. Wegener aus Jork im Alten Land bei Hamburg. Eigner war die Partenreederei MS „Carina“ Hans-Peter Wegener KG, bereedert wurde das Schiff von der Wegener Bereederungsges. mbH & Co. KG.
Obgleich das Schiff im Hinblick auf eine langfristige Vercharterung an die finnische Betreiberfirma Ships-Cont Ltd. OY, besser bekannt als Containerships, mit einem weltweit erstmals gebauten, seitlich nach Steuerbord öffnenden Faltlukendeckel-System des Herstellers MacGregor ausgerüstet wurde, welches eine Beladung mit überbreiten und überlangen Container sowie eine höhere Containerkapazität bei gleicher Schiffslänge ermöglichte, konnte sich dieses Lukensystem wegen seiner mangelnden Flexibilität bei den Hafenanläufen im Feederdienst nicht durchsetzen. Auf der Sietas-Werft in Hamburg-Neuenfelde wurden jedoch weitere Feederschiffe mit konventionellen Lukendeckelsystemen gebaut, bei denen das Beladungslayout hinsichtlich der variablen Staumöglichkeiten von Nichtstandard-Containern wieder aufgegriffen wurde.
Während der Containerships-Charter fuhr das Schiff als Containerships III. Nach dem Auslaufen der Charter im Jahre 1999 wurde es wieder in Carina umbenannt und fuhr weiterhin für die Reederei H.-P. Wegener. Anfang 2013 wurde das Schiff an die polnische Żegluga Gdańska verkauft und fuhr als Corina unter polnischer Flagge. Seit Mai 2018 trägt das Schiff wieder den Namen Carina. Es fährt seitdem unter der Flagge von Dominica.

## Technische Daten und Ausstattung
Angetrieben wird das Schiff von einem Achtzylinder-Viertakt-Dieselmotor des Herstellers MaK mit einer Leistung von 5400 kW, der über ein Getriebe auf einen Verstellpropeller wirkt. Es erreicht damit eine Geschwindigkeit von maximal 17 kn. Das Schiff ist mit einem Bugstrahlruder mit einer Leistung von 500 kW ausgerüstet.
Für die Stromversorgung steht ein Wellengenerator mit einer Scheinleistung von 1090 kVA, drei Dieselgeneratoren mit Scheinleistungen von jeweils 135 kVA sowie ein Notgenerator mit einer Scheinleistung von 40 kVA zur Verfügung.
Der Rumpf des Schiffes ist eisverstärkt. Für Fahrten in eisbedeckten Gewässern verfügt es über die Eisklasse E3.